# Liste der Monuments historiques in Singly
Die Liste der Monuments historiques in Singly führt die Monuments historiques in der französischen Gemeinde Singly auf.

## Liste der Objekte
| Bezeichnung                   | Beschreibung                                             | Standort                       | Kennzeichnung | Schutzstatus    | Datum     | Bild |
| ----------------------------- | -------------------------------------------------------- | ------------------------------ | ------------- | --------------- | --------- | ---- |
| Skulptur Madonna mit Kind (1) | Stein, farbig gefasst, 14. Jahrhundert                   | in der Kirche St-Martin (Lage) | PM08000536    | Classé          | 1963      |      |
| Skulptur Madonna mit Kind (2) | Holz, farbig gefasst, 13. Jahrhundert; 1940 verschwunden | in der Kirche St-Martin (Lage) | PM08000665    | Classé gelöscht | 1931 1944 |      |